# 張舜臣 (嘉靖壬辰進士)
張舜臣（1509年—？年），字希臯，號繼齋，直隸真定府晉州安平縣人，明朝政治人物。

## 生平
嘉靖十年（1531年）辛卯科，張舜臣由縣學生中式順天府鄉試第八十三名舉人，嘉靖十一年（1532年）聯捷壬辰科会试第二百八十二名，第三甲第一百六十八名進士。觀兵部政，授益都县知县，陞刑部主事，員外郎，河南僉事，山西右參議。

## 家族
曾祖張愷；祖張倫，縣主簿；父張天秩；母王氏；繼母劉氏。重慶下。兄堯臣，弟漢臣。子紹勳。